# هولوکاست در فرانسه

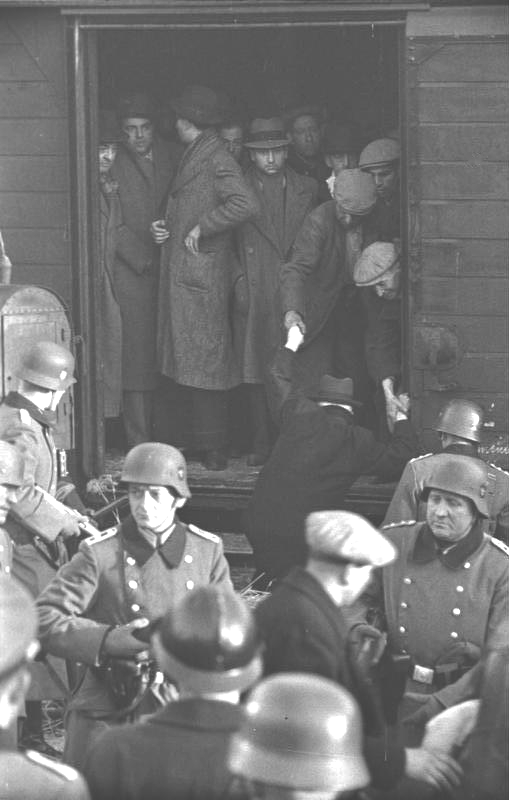
اخراج یهودیان در جریان به‌صف کشیدن مارسی، ۲۳ ژانویه ۱۹۴۳

هولوکاست در فرانسه به اذیت و آزار، تبعید و نابودی یهودیان و مردم کولی میان سالهای ۱۹۴۰ و ۱۹۴۴ در فرانسه اشغالی، کلانشهر فرانسه ویشی، و در آفریقای شمالی فرانسه تحت کنترل ویشی در جریان جنگ جهانی دوم گفته می‌شود. این اذیت و آزار، از سال ۱۹۴۰ آغاز شد و با تبعید یهودیان از فرانسه به اردوگاه‌های کار اجباری نازی‌ها در آلمان نازی و لهستان اشغالی به اوج خود رسید. اخراج‌ها و تبعیدها از سال ۱۹۴۲ آغاز شدند و تا ژوئیه ۱۹۴۴ به طول انجامیدند. از ۳۴۰٬۰۰۰ یهودی ساکن کلانشهر فرانسه درون خاک اروپا در سال ۱۹۴۰، بیش از ۷۵٬۰۰۰ نفر به اردوگاه‌های مرگ تبعید شدند؛ مکان‌هایی که در آن‌ها حدود ۷۲٬۵۰۰ نفر کشته شدند. حکومت ویشی و پلیس فرانسه در به صف کشیدن یهودیان شرکت داشتند. اگرچه بیشتر یهودیان اخراج شده جان خود را از دست دادند، اما میزان جان‌به‌در بردن جمعیت یهودیان در فرانسه تا ۷۵ درصد بود که یکی از بالاترین میزان‌های بقا در اروپا به‌شمار می‌رفت.

## پیش‌زمینه
در تابستان سال ۱۹۴۰، حدود ۷۰۰٬۰۰۰ یهودی در سرزمین‌های تحت حاکمیت فرانسه زندگی می‌کردند؛ از این تعداد ۴۰۰٬۰۰۰ تن در الجزایر فرانسه، که در آن هنگام بخشی جدایی‌ناپذیر از فرانسه به‌شمار می‌رفت، و در دو ناحیه تونس و مراکش تحت‌الحمایه فرانسه زندگی می‌کردند. فرانسه متروپل در دوره میان‌دوجنگ حدود ۱۵۰٬۰۰۰ نفر شهروند یهودی داشت. همچنین، فرانسه میزبان جمعیت زیادی از یهودیان خارجی بود که از آزار و اذیت در آلمان فرار کرده بودند. تا سال ۱۹۳۹، به دلیل امتناع ایالات متحده و انگلستان از پذیرفتن پناهندگان یهودی دیگر پس از کنفرانس اوین، جمعیت یهودیان آن کشور به ۳۳۰٬۰۰۰ نفر افزایش یافت. پس از اشغال بلژیک و هلند در سال ۱۹۴۰، فرانسه میزبان موج جدیدی از مهاجران یهودی بود و جمعیت یهودیان در بالاترین سطح خود به ۳۴۰٬۰۰۰ نفر رسید.
با اعلام جنگ جهانی دوم، فرانسویان یهودی مانند دیگر هموطنان خود در ارتش فرانسه بسیج شدند و مانند سال ۱۹۱۴ تعداد قابل توجهی از یهودیان خارجی در هنگ‌های داوطلبان خارجی ارتش نام‌نویسی کردند. پناهجویان یهودی گریخته از آلمان با عنوان بیگانگان دشمن مورد توقیف قرار گرفتند. به‌طور کلی، جمعیت یهودیان فرانسه به توانایی فرانسه در دفاع از آنها در برابر اشغالگران اطمینان داشتند، اما برخی، به ویژه از آلزاس و نواحی موزل، از ژوئیه ۱۹۴۰ به بعد به سوی غرب و مناطق اشغال نشده گریختند.
آتش‌بس ۲۲ ژوئن ۱۹۴۰، که میان رایش سوم و دولت مارشال فیلیپ پتن امضا شد، حاوی بندهای مشخصا ضدیهودی نبود، اما در عین حال نشان می‌داد که آلمانی‌ها قصد داشتند نظم نژادی موجود در آلمان که از سال ۱۹۳۵ به آن سو شکل گرفته بود را به فرانسه متروپل و سرزمین‌های بیرون از آن گسترش دهند. بر اساس این آتش‌بس، تنها بخشی از فرانسه متروپل توسط آلمان اشغال شد. از شهر ویشی، حکومت مارشال پتن دولت فرانسوی (l'État français) جدیدی را در جنوب فرانسه و بخش‌های الجزایر فرانسه، همچنین سرزمینهای فرادریایی فرانسه مانند مراکش، تونس، هندوچین، شام و غیره اداره می‌کرد. رژیم ویشی امپراتوری خود را بخشی جدایی‌ناپذیر از فرانسه اشغال‌نشده می‌دید، و از آنجا که باور به آن داشت که امپراتوری ادامهٔ سرزمین فرانسه متروپل است، قوانین ضدیهودی را به آن مناطق نیز گسترش داد.

## تاریخچه

### از آتش‌بس تا تهاجم به ناحیه آزاد

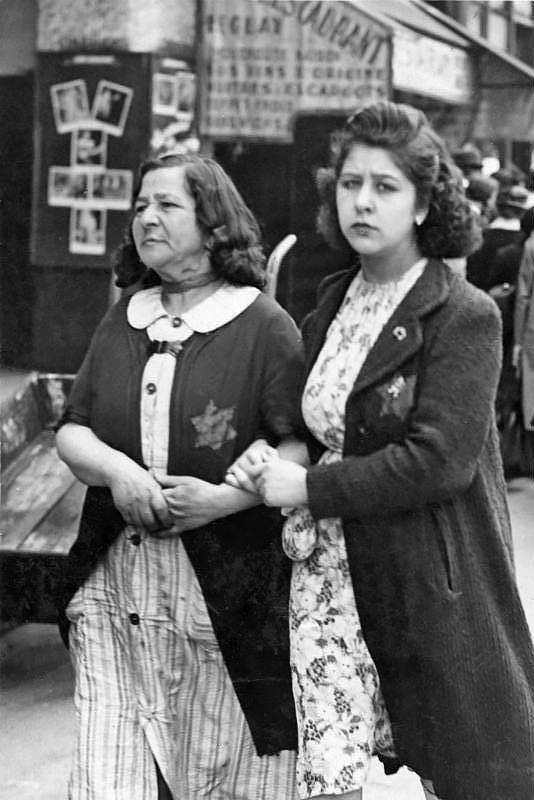
زنان یهودی در پاریس تحت اشغال در حالی که نشان زردرنگ بر لباس خود گذاشته‌اند، ژوئن ۱۹۴۲

از تابستان ۱۹۴۰، اتو آبتس، سفیر آلمان در پاریس، خلع ید از خانواده‌های ثروتمند یهودی را ترتیب داد. رژیم ویشی نخستین اقدامات ضدیهودی را کمی پس از مقامات آلمانی در پاییز ۱۹۴۰ انجام داد. در ۳ اکتبر ۱۹۴۰، ویشی مجموعه ای از قوانین ضدیهودی را با عنوان Statut des Juifs («احکام دربارهٔ یهودیان») برای حل مسئله یهودیان در مناطق تحت کنترل خود به اجرا گذاشت. ماده ۹ احکام بیان می‌داشت که این قانون در مورد متصرفات فرانسه در الجزایر، مستعمره‌های آن، و مناطق تحت‌الحمایه تونس و مراکش نیز اعمال می‌شود. احکام اکتبر ۱۹۴۰ توسط رافائل آلیبر تهیه شدند. مطابق سندی که در سال ۲۰۱۰ به اطلاع عموم رسید، پتن خود سخت‌گیری‌هایی اضافی به متن حکم افزود. «احکام دربارهٔ یهودیان» تعریف «یهودی» را از قوانین نورنبرگ اتخاذ کرد، حقوق شهروندی یهودیان را سلب نمود و آنها را از بسیاری از مشاغل اخراج کرد. این حکم همچنین یهودیان را از کار در برخی مشاغل (از جمله آموزش، روزنامه‌نگاری، وکالت و غیره) منع می‌کرد. در همین حال، قانونی مصوب ۴ اکتبر ۱۹۴۰ توقیف یهودیان خارجی را در اردوگاه‌های توقیفی در جنوب فرانسه از جمله در گرس پیش‌بینی می‌کرد. کاروان‌های یهودیان اخراج شده از مناطق فرانسه، از جمله ۶۵۰۰ یهودی که در طی عملیات بورکل (Bürckel) از آلزاس-لورن اخراج شده بودند، به این توقیف‌شدگان پیوستند.
در جریان عملیات بورکل، یوزف بورکل و روبرت واگنر بر اخراج یهودیان به مناطق اشغال‌نشده فرانسه از مناطق مسکونی خود و نیز مناطقی از آلزاس-لورن که در تابستان ۱۹۴۱ به خاک آلمان ضمیمه شده بودند، نظارت داشتند. تنها آن یهودیانی که در ازدواج مختلط بودند، اخراج نشدند. در شب ۲۲ تا ۲۳ اکتبر ۱۹۴۰، پیش از اخراج، به ۶۵۰۰ یهودی متأثر از عملیات بورکل حداکثر دو ساعت اخطار داده شد. ۹ قطار حامل یهودیان اخراج شده «بدون هیچ هشداری به مقامات فرانسه» – که از پذیرش آنها راضی نبودند – به خاک فرانسه وارد شدند. اخراجی‌ها اجازه نداشتند که هیچ دارایی با خود ببرند و دارایی‌هایشان توسط مقامات آلمانی مصادره می‌شد. وزیر امور خارجه آلمان، یواخیم فون ریبنتروپ، به شکایت‌های متعاقب دولت ویشی در مورد اخراج‌ها واکنشی «بسیار کند» نشان داد. در نتیجه، یهودیان اخراج شده در عملیات بورکل در شرایطی سخت توسط مقامات ویشی در اردوگاه‌های گرس، ریوسالت و میل مورد بازداشت قرار گرفتند، در حالی که مقامات منتظر فرصتی برای بازگرداندن آنها به آلمان بودند.
کمیساریای عمومی امور یهودیان، که توسط دولت ویشی در مارس ۱۹۴۱ ایجاد شده بود، بر توقیف دارایی‌های یهودیان نظارت داشت و تبلیغات ضدیهودی را سازمان می‌داد. در همان حین، آلمانی‌ها آغاز به جمع‌آوری اطلاعات یهودیان در مناطق اشغالی کردند. دومین Statut des Juifs به تاریخ ۲ ژوئن ۱۹۴۱ به این جمع‌آوری اطلاعات در سراسر کشور جنبه قانونی داد. از آنجا که نشان زرد ستاره داوود در مناطق اشغال‌نشده اجباری نشده بود، این اطلاعات زمینه را برای انجام اقدامات آتی و شناسایی و اخراج یهودیان در آینده فراهم می‌کردند. در مناطق اشغالی، به دستور آلمانی‌ها پوشیدن ستاره زرد برای همه یهودیان بالای ۶ سال در ۲۹ مه ۱۹۴۲ اجباری شد.

### اردوگاه درانسی
دستگیری یهودیان در فرانسه در سال ۱۹۴۰ برای افراد تکی آغاز شد و با به‌صف کشیدن‌های عمومی در سال ۱۹۴۱ ادامه یافت. نخستین حمله (rafle) در ۱۴ مه ۱۹۴۱ انجام شد که در جریان آن یهودیان دستگیر شده، که همگی مرد و خارجی بودند، در نخستین اردوگاه‌های انتقالی در پیتی‌ویه و بن-لا-رولاند در لوآره مورد بازداشت قرار گرفتند (در کل ۳٬۷۴۷ مرد). دور دوم، میان ۲۰ تا ۱ ژوئیه ۱۹۴۱، منجر به دستگیری ۴۲۳۲ یهودی فرانسوی و خارجی شد که به اردوگاه درانسی منتقل شدند.
اخراج‌ها از فرانسه اما در ۲۷ مارس ۱۹۴۲ آغاز شد، هنگامی که نخستین کاروان از پاریس به سمت آشویتس حرکت کرد. زنان و کودکان نیز هدف حمله قرار می‌گرفتند؛ برای نمونه در جریان به‌صف‌کشیدن ول دیو در ۱۶ تا ۱۷ ژوئیه ۱۹۴۲، که در آن ۱۳٬۰۰۰ یهودی توسط پلیس فرانسه دستگیر شدند. در مناطق اشغالی، پلیس فرانسه در عمل توسط مقامات آلمانی کنترل می‌شد. آنها اقداماتی را که آلمانی‌ها ضد یهودیان دستور می‌دادند، اجرا می‌کردند و در سال ۱۹۴۲، یهودیان غیر فرانسوی ساکن اردوگاه‌های توقیفی را به آلمانی‌ها تحویل دادند. آنها همچنین به اعزام ده‌ها هزار نفر از آن اردوگاه‌ها به اردوگاه‌های مرگ در لهستان اشغالی، از راه درانسی، یاری رساندند.
در مناطق اشغال‌نشده، از اوت ۱۹۴۲، یهودیان خارجی که به اردوگاه‌های پناهندگان در جنوب غربی فرانسه، در گورس و دیگر جاها تبعید شده بودند، دوباره دستگیر و به مناطق اشغالی تبعید شدند و از آنجا نیز به اردوگاه‌های پاکسازی در آلمان و لهستان فرستاده شدند.

### از تهاجم به منطقه آزاد تا ۱۹۴۵
پس از تهاجم به فرانسه در نوامبر ۱۹۴۲، مقامات آلمانی مسئولیت آزار و اذیت یهودیان را به‌طور فزاینده ای بر عهده گرفتند، در حالی که مقامات ویشی تحت فشار افکار عمومی ناچار شدند به روش حساس‌تری عمل کنند. با این حال در این دوره، میلیس، یک نیروی شبه‌نظامی فرانسوی که با الهام از ایدئولوژی نازی شکل گرفته بود، به شدت در به‌صف‌کشیدن یهودیان برای اخراج دست داشت. در این هنگام تعداد کاروان‌های اخراجی توسط آلمانی‌ها افزایش یافت. آخرین کاروان از اردوگاه درانسی، در ۳۱ ژوئیه ۱۹۴۴، درست یک ماه پیش از آزادسازی پاریس، آن را ترک کرد.
در الجزایر فرانسه، ژنرال آنری ژیرو و بعدها شارل دو گل، حکومت دولت در تبعید فرانسه ارائه شهروندی دوژور به یهودیان را در ۲۰ اکتبر ۱۹۴۳ از سر گرفت.

## پیامدها
حدود ۷۵٬۰۰۰ یهودی به اردوگاه‌های کار اجباری و مرگ نازی‌ها تبعید شدند و ۷۲٬۵۰۰ نفر از آنها درگذشتند، اما ۷۵ درصد از حدود ۳۳۰٬۰۰۰ یهودی ساکن در سال ۱۹۳۹ در فرانسه متروپل از تبعید نجات یافتند و از هولوکاست جان سالم به در بردند، که خود یکی از بالاترین میزان‌های بقا در اروپا به‌شمار می‌رود. فرانسه دارای سومین پرشمارترین تعداد شهروندانی است که به آن‌ها عنوان درستکار در میان ملل اعطا شده‌است، جایزه ای که به «غیر یهودیانی که طبق والاترین اصول بشریت رفتار کردند و جان خود را برای نجات یهودیان در طول هولوکاست به خطر انداختند» تعلق می‌گیرد.